# Клейтон (Айова)
Клейтон (англ. Clayton) — місто (англ. city) в США, в окрузі Клейтон штату Айова. Населення — 45 осіб (2020).

## Географія
Клейтон розташований за координатами 42°54′12″ пн. ш. 91°9′2″ зх. д. / 42.90333° пн. ш. 91.15056° зх. д. (42.903315, -91.150573).  За даними Бюро перепису населення США в 2010 році місто мало площу 1,28 км², уся площа — суходіл.

## Демографія
Згідно з переписом 2010 року, у місті мешкали 43 особи в 28 домогосподарствах у складі 14 родин. Густота населення становила 34 особи/км².  Було 84 помешкання (66/км²).
Расовий склад населення:
| - 100,0 % — білих |

До двох чи більше рас належало 0,0 %. Частка іспаномовних становила 0,0 % від усіх жителів.
За віковим діапазоном населення розподілялося таким чином: 2,3 % — особи молодші 18 років, 65,1 % — особи у віці 18—64 років, 32,6 % — особи у віці 65 років та старші. Медіана віку мешканця становила 59,3 року. На 100 осіб жіночої статі у місті припадало 87,0 чоловіків;  на 100 жінок у віці від 18 років та старших — 90,9 чоловіків також старших 18 років.
Середній дохід на одне домашнє господарство  становив 56 732 долари США (медіана — 48 750), а середній дохід на одну сім'ю — 62 536 доларів (медіана — 48 750). 
Цивільне працевлаштоване населення становило 11 осіб. Основні галузі зайнятості: оптова торгівля — 18,2 %, науковці, спеціалісти, менеджери — 18,2 %, будівництво — 18,2 %.